# Památník

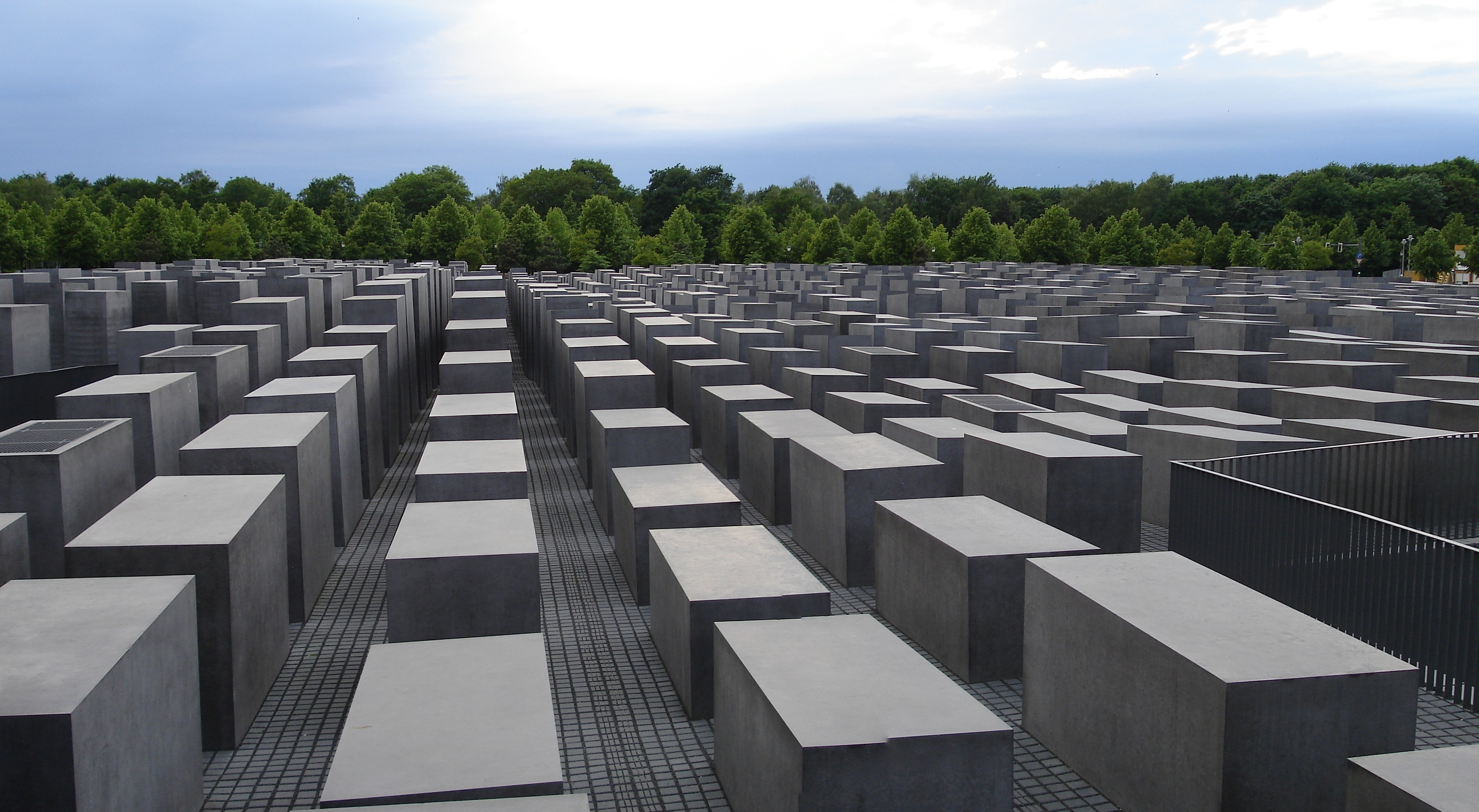
Památník holocaustu v Berlíně (2006)

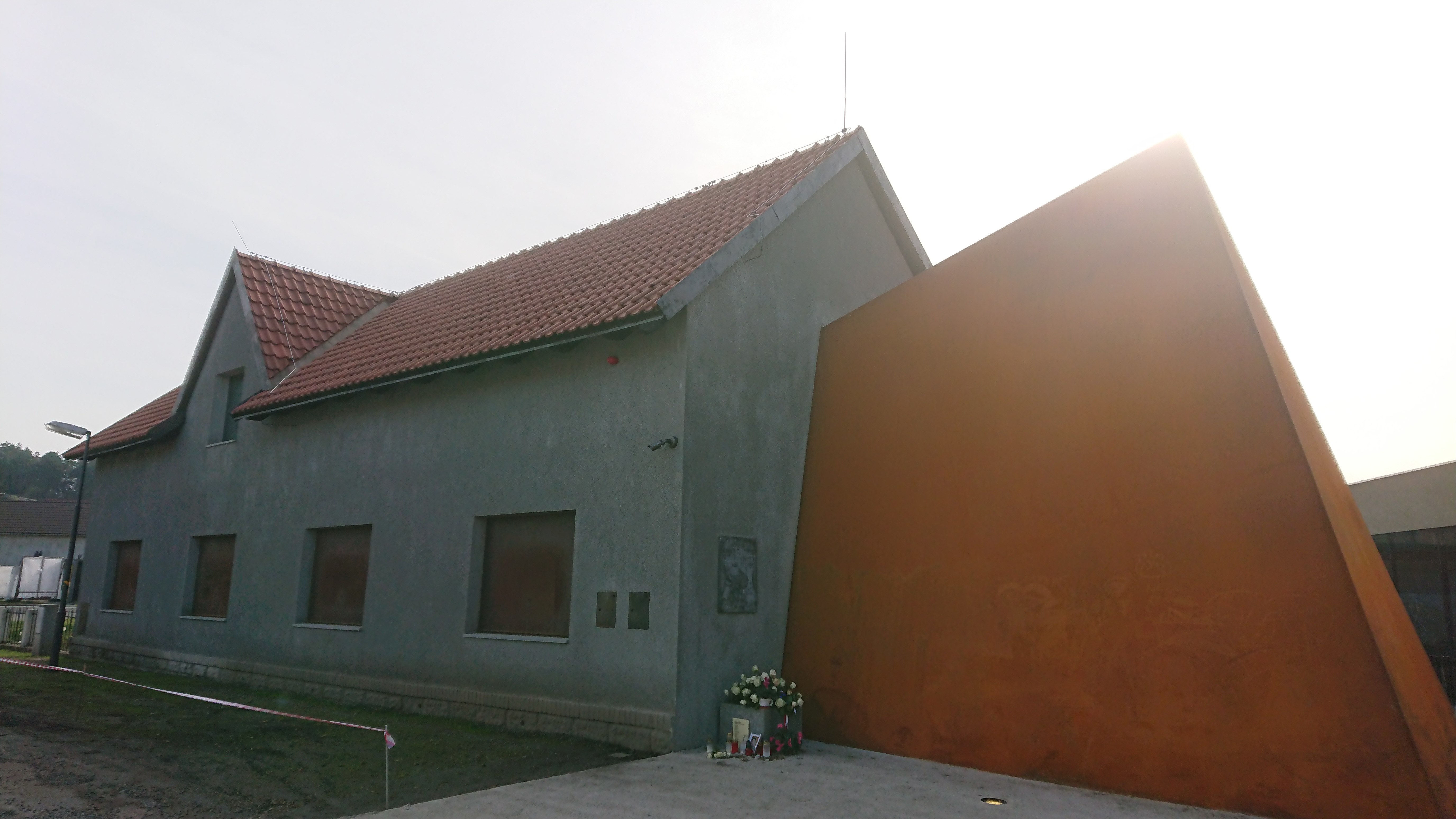
Památník Jana Palacha (Všetaty, 2019)

Památník je místo se silnou vazbou na významné historické události (pozitivní nebo negativní) nebo na osoby. Místo bývá k tomuto účelu upraveno a může být opatřeno novými stavbami.
Většinou se jedná o historická místa jako např. koncentrační a vyhlazovací tábory, místa významných bitev a místa pobytu významných osobností. Taková místa by měla být zachována a měla by „mluvit“. Zpravidla proto nabízejí stálé expozice o historii místa a souvislostech a jeho historické funkci.

## Starší význam
Zhruba do 60. let 20. století byl výraz památník synonymem pro pomník, což v některých případech přetrvává do současnosti. Památník se též nazývala a dodnes nazývá kniha, do které se známí zapisují na památku.

## Památníky v Česku (výběr)
- Díky, Ameriko! (Plzeň)
- Kobyliská střelnice (Památník protifašistického odboje)
- Koncentrační tábor Lety
- Národní památník na Vítkově
- Národní památník II. světové války
- Památník Antonína Sovy
- Památník Bedřicha Smetany (Jabkenice)
- Památník Bedřicha Smetany (Obříství)
- Památník dr. Emila Holuba
- Památník hrdinům Ostravské operace
- Památník Jana Palacha (Všetaty)
- Památník Jana Žižky z Trocnova
- Památník Karla Čapka
- Památník národního písemnictví
- Památník obětem zla
- Památník Leoše Janáčka (Hukvaldy) a Památník Leoše Janáčka (Brno)
- Památník Lidice
- Památník obětem hor (Krkonoše)
- Památník obětí druhé světové války v Javoříčku
- Památník operace Anthropoid
- Památník písemnictví na Moravě
- Památník politických vězňů (Valdice)
- Památník Terezín
- Památník ticha (památník šoa)
- Památník Tomáše Bati
- Památník Vojna u Příbrami
- Památník Zámeček (Pardubice)

## Zahraniční památníky (výběr)

### Německo
- Památník Bitvy národů
- Památník Berlín-Hohenschönhausen

### Slovensko
- Dukelské bojiště a památníky Karpatsko-dukelské operace
- Památník SNP v Banské Bystrici
- Slavín (památník)

### USA
- Jeffersonův památník
- Mount Rushmore
- Národní památník Benjamina Franklina
- Národní památník Pearl Harbor
- Lincolnův památník
- Památník americké námořní pěchoty (Památník Iwo Jima)

### Jiné
- Jad vašem (Izrael)
- Mamajova mohyla (Rusko)
- Mémorial Leclerc (Francie)
- Památník Diany, princezny z Walesu
- Památník míru v Hirošimě (Japonsko)
- Památník Svoboda (Srbsko)
- Velký památník Mansudae (Severní Korea)
- Pomník hrdinů ghetta (Polsko)